# Centraal-Europese Internationale Beker 1948-1953
De Centraal-Europese Internationale Beker van 1948–53 was een vriendschappelijk voetbaltoernooi, het is begonnen op 21 april 1948 en duurde tot en met 13 december 1953. Het was de vijfde (professionele) editie van dit toernooi.
Hongarije won het toernooi.

## Opzet en deelnemende landen
Aan het toernooi deden vijf landen mee, allemaal landen uit Centraal-Europa, het ging om Hongarije, Italië, Oostenrijk Tsjecho-Slowakije en Zwitserland. Alle deelnemende landen spelen in een aantal jaar twee wedstrijden tegen elkaar, een uit- en thuiswedstrijd.

## Eindstand
| Pos | Team              | Wed | W | G | V | Ptn | DV | DT | +/− |  | HUN | TCH | OOS | ITA | ZWI |
| --- | ----------------- | --- | - | - | - | --- | -- | -- | --- |  | --- | --- | --- | --- | --- |
| 1   | Hongarije         | 8   | 5 | 1 | 2 | 11  | 27 | 17 | +10 |  | —   | 2–1 | 6–1 | 1–1 | 7–4 |
| 2   | Tsjecho-Slowakije | 8   | 4 | 1 | 3 | 9   | 18 | 12 | +6  |  | 5–2 | —   | 3–1 | 2–0 | 5–0 |
| 3   | Oostenrijk        | 8   | 4 | 1 | 3 | 9   | 15 | 19 | −4  |  | 3–2 | 3–1 | —   | 1–0 | 3–3 |
| 4   | Italië            | 8   | 3 | 2 | 3 | 8   | 10 | 9  | +1  |  | 0–3 | 3–0 | 3–1 | —   | 2–0 |
| 5   | Zwitserland       | 8   | 0 | 3 | 5 | 3   | 12 | 25 | −13 |  | 2–4 | 1–1 | 1–2 | 1–1 | —   |

## Wedstrijden
|                                                |                                                              |         |                                              |                                                                                     |
| 21 april 1948 «onderlinge duels» 17:30 (UTC+2) | Hongarije                                                    | 7–4     | Zwitserland                                  | Üllői úti stadion, Boedapest Toeschouwers: 32.000 Scheidsrechter: Karl Czerny (AUT) |
| 21 april 1948 «onderlinge duels» 17:30 (UTC+2) | Puskás 1', 88' Deák 42', 86' Gőcze 74' Egresi 78' Szusza 86' | Verslag | 5' Lusenti 30' Amadò 31' Maillard 87' Tamini | Üllői úti stadion, Boedapest Toeschouwers: 32.000 Scheidsrechter: Karl Czerny (AUT) |

|                                             |                                           |         |                     |                                                                                |
| 2 mei 1948 «onderlinge duels» 17:00 (UTC+2) | Oostenrijk                                | 3–2     | Hongarije           | Praterstadion, Wenen Toeschouwers: 57.000 Scheidsrechter: Jaroslav Vlček (TCH) |
| 2 mei 1948 «onderlinge duels» 17:00 (UTC+2) | Melchior 20' Wagner 67' (pen.) Körner 84' | Verslag | 15' Szusza 48' Deák | Praterstadion, Wenen Toeschouwers: 57.000 Scheidsrechter: Jaroslav Vlček (TCH) |

|                                              |                     |         |                   |                                                                                          |
| 23 mei 1948 «onderlinge duels» 18:00 (UTC+2) | Hongarije           | 2–1     | Tsjecho-Slowakije | Üllői úti stadion, Boedapest Toeschouwers: 32.000 Scheidsrechter: Marijan Matančić (YUG) |
| 23 mei 1948 «onderlinge duels» 18:00 (UTC+2) | Egresi 16' Deák 73' | Verslag | 81' Schubert      | Üllői úti stadion, Boedapest Toeschouwers: 32.000 Scheidsrechter: Marijan Matančić (YUG) |

|                                                  |             |         |                   |                                                                                    |
| 10 oktober 1948 «onderlinge duels» 15:00 (UTC+1) | Zwitserland | 1–1     | Tsjecho-Slowakije | Stadion Landhof, Bazel Toeschouwers: 22.000 Scheidsrechter: Giuseppe Carpani (ITA) |
| 10 oktober 1948 «onderlinge duels» 15:00 (UTC+1) | Cejp 66'    | Verslag | 25' Friedländer   | Stadion Landhof, Bazel Toeschouwers: 22.000 Scheidsrechter: Giuseppe Carpani (ITA) |

|                                                  |                              |         |            |                                                                                   |
| 31 oktober 1948 «onderlinge duels» 14:30 (UTC+1) | Tsjecho-Slowakije            | 3–1     | Oostenrijk | Tehelné pole, Bratislava Toeschouwers: 31.500 Scheidsrechter: Árpád Kamarás (HUN) |
| 31 oktober 1948 «onderlinge duels» 14:30 (UTC+1) | Hemele 55', 66' Hlaváček 85' | Verslag | 15' Stroh  | Tehelné pole, Bratislava Toeschouwers: 31.500 Scheidsrechter: Árpád Kamarás (HUN) |

|                                               |             |         |                  |                                                                                                 |
| 3 april 1949 «onderlinge duels» 15:00 (UTC+1) | Zwitserland | 1–2     | Oostenrijk       | Stade Olympique de la Pontaise, Lausanne Toeschouwers: 32.000 Scheidsrechter: Victor Sdez (FRA) |
| 3 april 1949 «onderlinge duels» 15:00 (UTC+1) | Bickel 88'  | Verslag | 15', 81' Habitzl | Stade Olympique de la Pontaise, Lausanne Toeschouwers: 32.000 Scheidsrechter: Victor Sdez (FRA) |

|                                                |                                                      |         |                       | |
| 10 april 1949 «onderlinge duels» 17:30 (UTC+2) | Tsjecho-Slowakije                                    | 5–2     | Hongarije             | Stadion Československé Armády, Praag Toeschouwers: 55.000 Scheidsrechter: Maksymilian Schneider (POL) |
| 10 april 1949 «onderlinge duels» 17:30 (UTC+2) | Preis 43' Šimanský 56' Hlaváček 63', 66' Pažický 71' | Verslag | 61' Puskás 78' Szusza | Stadion Československé Armády, Praag Toeschouwers: 55.000 Scheidsrechter: Maksymilian Schneider (POL) |

|                                             |                                                     |         |              |                                                                                       |
| 8 mei 1949 «onderlinge duels» 17:30 (UTC+2) | Hongarije                                           | 6–1     | Oostenrijk   | Megyeri úti Stadion, Újpest Toeschouwers: 50.000 Scheidsrechter: Jaroslav Vlček (TCH) |
| 8 mei 1949 «onderlinge duels» 17:30 (UTC+2) | Deák 2', 49' Kocsis 22' Puskás 32', 82' (pen.), 89' | Verslag | 82' Melchior | Megyeri úti Stadion, Újpest Toeschouwers: 50.000 Scheidsrechter: Jaroslav Vlček (TCH) |

|                                              |                                       |         |            |                                                                                               |
| 22 mei 1949 «onderlinge duels» 16:30 (UTC+1) | Italië                                | 3–1     | Oostenrijk | Stadio Comunale Giovanni Berta, Florence Toeschouwers: 85.000 Scheidsrechter: Jean Lutz (SUI) |
| 22 mei 1949 «onderlinge duels» 16:30 (UTC+1) | Cappello 26' Amadei 42' Boniperti 43' | Verslag | 70' Huber  | Stadio Comunale Giovanni Berta, Florence Toeschouwers: 85.000 Scheidsrechter: Jean Lutz (SUI) |

|                                               |           |         |                 |                                                                                   |
| 12 juni 1949 «onderlinge duels» 18:00 (UTC+2) | Hongarije | 1–1     | Italië          | Megyeri úti Stadion, Újpest Toeschouwers: 45.000 Scheidsrechter: Bill Evans (ENG) |
| 12 juni 1949 «onderlinge duels» 18:00 (UTC+2) | Deák 29'  | Verslag | 11' Carapellese | Megyeri úti Stadion, Újpest Toeschouwers: 45.000 Scheidsrechter: Bill Evans (ENG) |

|                                                    |                                  |         |                   |                                                                                  |
| 25 september 1949 «onderlinge duels» 16:00 (UTC+1) | Oostenrijk                       | 3–1     | Tsjecho-Slowakije | Praterstadion, Wenen Toeschouwers: 60.000 Scheidsrechter: Giuseppe Carpani (ITA) |
| 25 september 1949 «onderlinge duels» 16:00 (UTC+1) | Decker 33', 82' (pen.) Huber 67' | Verslag | 52' Šimanský      | Praterstadion, Wenen Toeschouwers: 60.000 Scheidsrechter: Giuseppe Carpani (ITA) |

|                                                |                                         |         |                                  |                                                                                  |
| 19 maart 1950 «onderlinge duels» 16:00 (UTC+1) | Oostenrijk                              | 3–3     | Zwitserland                      | Praterstadion, Wenen Toeschouwers: 62.000 Scheidsrechter: Giovanni Galeati (ITA) |
| 19 maart 1950 «onderlinge duels» 16:00 (UTC+1) | Ocwirk 11' Körner 14' Decker 32' (pen.) | Verslag | 41' Fatton 51' Tamini 86' Oberer | Praterstadion, Wenen Toeschouwers: 62.000 Scheidsrechter: Giovanni Galeati (ITA) |

|                                               |              |         |        |                                                                              |
| 2 april 1950 «onderlinge duels» 16:30 (UTC+1) | Oostenrijk   | 1–0     | Italië | Praterstadion, Wenen Toeschouwers: 63.000 Scheidsrechter: Henry Pearce (ENG) |
| 2 april 1950 «onderlinge duels» 16:30 (UTC+1) | Melchior 52' | Verslag |        | Praterstadion, Wenen Toeschouwers: 63.000 Scheidsrechter: Henry Pearce (ENG) |

|                                                   |             |         |               |                                                                                     |
| 25 november 1951 «onderlinge duels» 14:30 (UTC+1) | Zwitserland | 1–1     | Italië        | Stadio di Cornaredo, Lugano Toeschouwers: 32.000 Scheidsrechter: William Ling (ENG) |
| 25 november 1951 «onderlinge duels» 14:30 (UTC+1) | Riva 15'    | Verslag | 84' Boniperti | Stadio di Cornaredo, Lugano Toeschouwers: 32.000 Scheidsrechter: William Ling (ENG) |

|                                                    |                     |         |                                          |                                                                        |
| 20 september 1952 «onderlinge duels» 14:30 (UTC+1) | Zwitserland         | 2–4     | Hongarije                                | Wankdorf, Bern Toeschouwers: 30.000 Scheidsrechter: Arthur Ellis (ENG) |
| 20 september 1952 «onderlinge duels» 14:30 (UTC+1) | Hügi 15' Fatton 36' | Verslag | 36', 45' Puskás 56' Kocsis 74' Hidegkuti | Wankdorf, Bern Toeschouwers: 30.000 Scheidsrechter: Arthur Ellis (ENG) |

|                                                   |                                   |         |             |                                                                                        |
| 28 december 1952 «onderlinge duels» 14:30 (UTC+1) | Italië                            | 2–0     | Zwitserland | Stadio La Favorita, Palermo Toeschouwers: 32.000 Scheidsrechter: Laurent Franken (BEL) |
| 28 december 1952 «onderlinge duels» 14:30 (UTC+1) | Pandolfini 3' (pen.) Frignani 72' | Verslag |             | Stadio La Favorita, Palermo Toeschouwers: 32.000 Scheidsrechter: Laurent Franken (BEL) |

|                                                |                   |         |        |                                                                                   |
| 26 april 1953 «onderlinge duels» 16:00 (UTC+1) | Tsjecho-Slowakije | 2–0     | Italië | Letenskýstadion, Praag Toeschouwers: 35.000 Scheidsrechter: Laurent Franken (BEL) |
| 26 april 1953 «onderlinge duels» 16:00 (UTC+1) | Pažický 79', 81'  | Verslag |        | Letenskýstadion, Praag Toeschouwers: 35.000 Scheidsrechter: Laurent Franken (BEL) |

|                                              |        |         |                               |                                                                             |
| 17 mei 1953 «onderlinge duels» 16:15 (UTC+1) | Italië | 0–3     | Hongarije                     | Stadio Olimpico, Rome Toeschouwers: 80.000 Scheidsrechter: Bill Evans (ENG) |
| 17 mei 1953 «onderlinge duels» 16:15 (UTC+1) |        | Verslag | 41' Hidegkuti 63', 68' Puskás | Stadio Olimpico, Rome Toeschouwers: 80.000 Scheidsrechter: Bill Evans (ENG) |

|                                                    |                                                |         |             | |
| 20 september 1953 «onderlinge duels» 16:00 (UTC+1) | Tsjecho-Slowakije                              | 5–0     | Zwitserland | Stadion Československé Armády, Praag Toeschouwers: 48.000 Scheidsrechter: Karel van der Meer (NED) |
| 20 september 1953 «onderlinge duels» 16:00 (UTC+1) | Pažický 38' Trnka 59', 63' Kraus 75' Hertl 86' | Verslag |             | Stadion Československé Armády, Praag Toeschouwers: 48.000 Scheidsrechter: Karel van der Meer (NED) |

|                                                   |                                               |         |                   |                                                                                                |
| 13 december 1953 «onderlinge duels» 15:00 (UTC+1) | Italië                                        | 3–0     | Tsjecho-Slowakije | Stadio Comunale Luigi Ferraris, Genua Toeschouwers: 50.000 Scheidsrechter: Henri Bauwens (BEL) |
| 13 december 1953 «onderlinge duels» 15:00 (UTC+1) | Cervato 23' Ricagni 27' Pandolfini 47' (pen.) | Verslag |                   | Stadio Comunale Luigi Ferraris, Genua Toeschouwers: 50.000 Scheidsrechter: Henri Bauwens (BEL) |

## Topscorers
| Speler            | Land              | Doelpunten |
| ----------------- | ----------------- | ---------- |
| Ferenc Puskás     | Hongarije         | 10         |
| Ferenc Deák       | Hongarije         | 7          |
| Emil Pažický      | Tsjecho-Slowakije | 4          |
| Karl Decker       | Oostenrijk        | 3          |
| Ladislav Hlaváček | Tsjecho-Slowakije | 3          |
| Ernst Melchior    | Oostenrijk        | 3          |
| Ferenc Szusza     | Hongarije         | 3          |